# توات
توات هي إقليم يقع في بالجنوب الغربي من صحراء الجزائرية، على اطراف العرق الغربي الكبير بالتحديد في ولاية أدرار، ويسكن توات أعراق مختلفة من عرب وأمازيغ وحراطين ومن أصول أفريقية كما سكن بالمنطقة طائفة يهودية خلال التاريخ القديم والعصور الوسطى خصوصاً بتمنطيط. · .

## التاريخ
عرفت توات أوجها الاقتصادي في القرنين السادس عشر والسابع عشر الميلاديين حيث قام هذا الازدهار على أساس تجارة القوافل وتطور نظام الري القائم على الفـچـارات (الخطارات). ففي هذه الفترة أرسل السلطان السعدي أحمد المنصور الذهبي حملته الشهيرة إلى السودان وقبلها كان سيّر حملة إلى توات أعادت إرساء سلطة المخزن المغربي بها بعد أن تدهورت منذ أن دب الضعف إلى الدولة المرينية. [بحاجة لمصدر أفضل]

## الجغرافيا

### الموقع
يقع إقليم توات في قلب ولاية أدرار ويحدها:
- من الشمال الغربي العرق الغربي الكبير وإقليم قورارة وهضبة تدمايت.
- من الشرق هضبة تيديكلت
- من الغرب والجنوب عرق شاش

### المدن والواحات
مدن وواحات توات موزعة على طول وادي مسعود والطريق الوطني رقم 6، بتوجه شمال-غرب جنوب-شرق وأهم تجمعاته السكانية أدرار وتامنطيت وزاوية كنتة ورقان وسالي.

## وصلات داخلية
- فتح توات وقورارة (1266)
- قورارة